# 1859 en mathématiques
| Années des mathématiques : 1856 - 1857 - 1858 - 1859 - 1860 - 1861 - 1862    |
| Décennies des mathématiques : 1820 - 1830 - 1840 - 1850 - 1860 - 1870 - 1880 |

Cet article présente les faits marquants de l'année 1859 en mathématiques.

## Évènements
- 6 janvier : dans un mémoire lu devant la Royal Society de Londres intitulé A sixth memoir on quantics le mathématicien Arthur Cayley formule pour la première fois la métrique de Cayley-Klein[1].
- Novembre : le mathématicien allemand Bernhard Riemann publie dans Rapports mensuels de l'Académie de Berlin son unique article sur la théorie des nombres (Sur le nombre de nombres premiers inférieurs à une taille donnée) où il formule la célèbre hypothèse de Riemann[2].

## Naissances

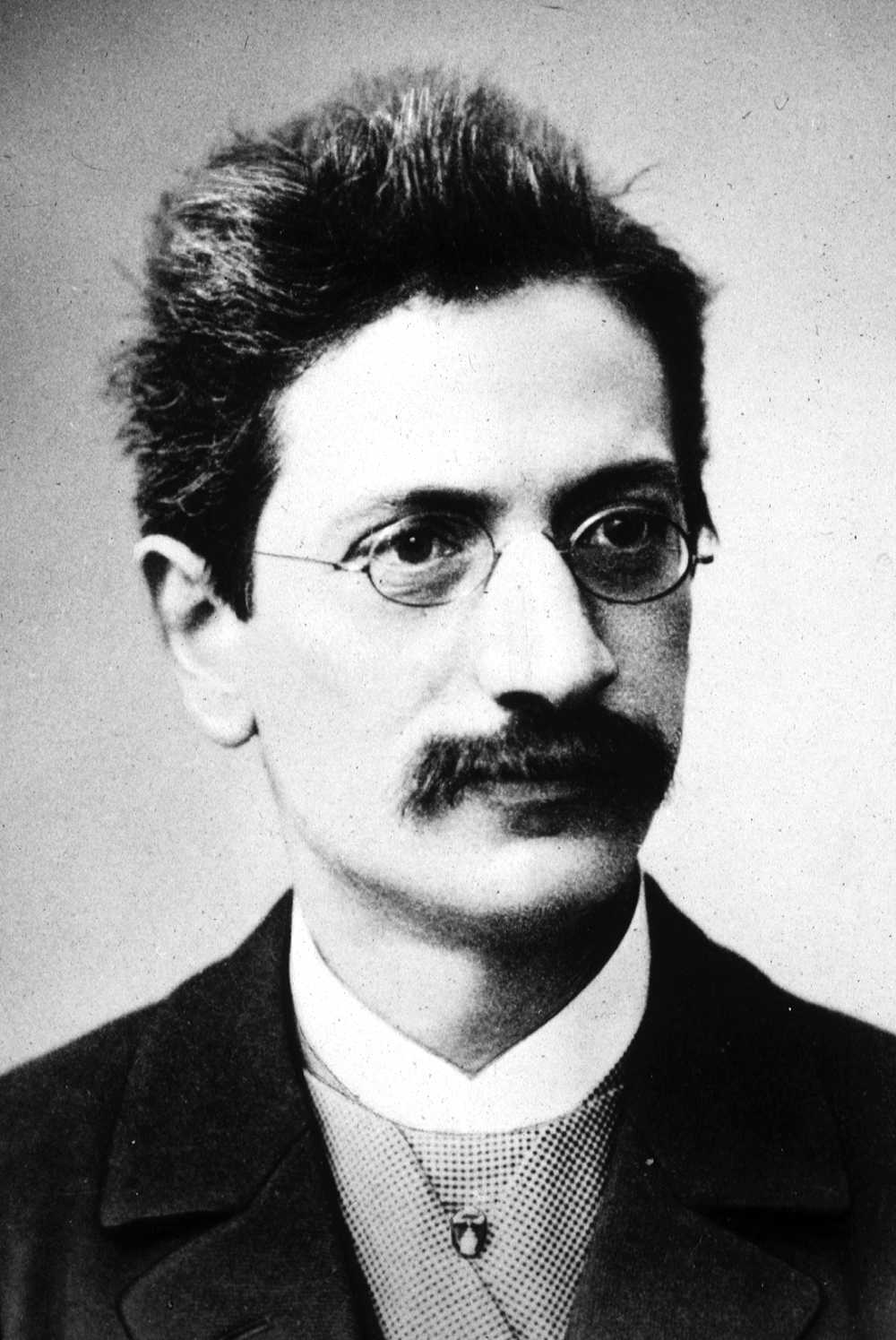
Adolf Hurwitz

- 7 janvier : Georges Humbert (mort en 1921), mathématicien français.
- 28 février : Florian Cajori (mort en 1930), historien des mathématiques américano-suisse.
- 12 mars : Ernesto Cesàro (mort en 1906), mathématicien italien.
- 26 mars : Adolf Hurwitz (mort en 1919), mathématicien allemand.
- 8 avril : Edmund Husserl (mort en 1938), philosophe, logicien et mathématicien allemand, fondateur de la phénoménologie.
- 8 mai : Johan Jensen, (mort en 1925), mathématicien et ingénieur danois.
- 24 mai : Giulio Vivanti (mort en 1949), mathématicien italien.
- 18 juin : Andrew Russell Forsyth (mort en 1942), mathématicien écossais.
- 18 juillet : Léon Autonne (mort en 1916), ingénieur et mathématicien français.
- 10 août : Georg Pick (mort en 1942), mathématicien autrichien.
- 7 septembre : Charles Bioche (mort en 1949), mathématicien français.
- 29 novembre : Jérôme Franel (mort en 1939), mathématicien suisse.
- 16 décembre : Menyhért Palágyi (mort en 1924), philosophe, mathématicien et physicien hongrois.
- 22 décembre : Otto Hölder (mort en 1937), mathématicien allemand.

## Décès

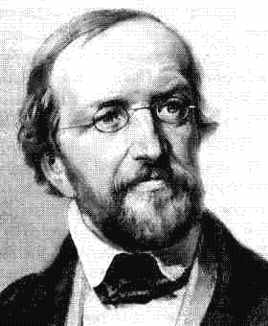
Johann Peter Gustav Lejeune Dirichlet

- 22 janvier : Joseph Ludwig Raabe (né en 1801), mathématicien suisse.
- 28 janvier : Carl Adolph Agardh (né en 1785), botaniste, mathématicien, économiste et homme politique suédois suédois.
- 4 mai : Joseph Diaz Gergonne (né en 1771), mathématicien français.
- 5 mai : Johann Peter Gustav Lejeune Dirichlet (né en 1805), mathématicien allemand.
- 5 décembre : Louis Poinsot (né en 1777), mathématicien français.